# Ochsenweide
Ochsenweide ist der Name eines ehemaligen Naturschutzgebietes in den niedersächsischen Gemeinden Moorweg und Holtgast in der Samtgemeinde Esens in Landkreis Wittmund.
Das ehemalige Naturschutzgebiet mit dem Kennzeichen NSG WE 109 ist 67 Hektar groß. Es ist vollständig Bestandteil des FFH-Gebietes „Ochsenweide, Schafhauser Wald und Feuchtwiesen bei Esens“. Das Gebiet stand seit dem 29. September 1960 unter Naturschutz. Zum 24. März 1984 war es durch Einbeziehung weiterer, zuvor als Landschaftsschutzgebiet ausgewiesener Flächen, erweitert worden. Zum 1. Februar 2019 ging es im neu ausgewiesenen Naturschutzgebiet „Ochsenweide, Schafhauser Wald und Feuchtwiesen bei Esens“ auf. Zuständige untere Naturschutzbehörde war der Landkreis Wittmund.
Das ehemalige Naturschutzgebiet liegt südwestlich von Esens. Es handelt sich um ein oberflächlich abgetorftes Hochmoor, das heute den Charakter eines Übergangsmoores hat. In dem Gebiet siedeln Torfmoos, Wollgras, Pfeifengras sowie Seggenriede und Schilfröhrichte. In Teilen des Gebietes stocken Moorwald und Grauweiden-Birken-Gebüsche. Das Gebiet ist Lebensraum verschiedener Insekten, Amphibien und Reptilien. Außerdem hat es eine besondere Bedeutung für Limikolen.
Das ehemalige Naturschutzgebiet liegt in der Niederung des Benser Tiefs, welches das Gebiet durchfließt, aber kein Bestandteil davon ist.